# Sven Erik Kristiansen
Sven Erik Kristiansen, más conocido como Maniac (Noruega, 4 de febrero de 1969), es el vocalista de la banda de black metal Skitliv. Maniac es conocido principalmente por haber sido el vocalista de la banda pionera del black metal noruego, Mayhem, en dos etapas: en 1987 para grabar el EP Deathcrush y entre 1995 y 2004 para grabar los álbumes Grand Declaration of War y Chimera. Su mujer, Vivían Slaughter, es la bajista y vocalista de la banda japonesa de black metal Gallhammer.[cita requerida]

## Con Mayhem
Maniac se unió originalmente a Mayhem en el año 1986 con quienes grabó el EP Deathcrush en 1987. Al año siguiente se retiró de Mayhem debido a que vivía en un lugar diferente a sus compañeros.
Sven se reagrupó a Mayhem cuando Hellhammer decidió reactivar la banda (que se había separado tras la muerte de Euronymous). En el funeral de Euronymous se encontró con Necrobutcher, quien tocaba con Maniac en una banda llamada Fleshwound; este le invitó a tocar nuevamente en Mayhem.
En el grupo era conocido por sus intensas actuaciones. Solía lamer las cabezas de los cerdos que empalaban y cortarse y a menudo debía acudir a las unidades de cuidados intensivos. Sin embargo, "... cuando nos dimos cuenta de que el corte se había convertido en un fenómeno por el que las personas venían a vernos, yo dejé de hacerlo". También ha declarado que la cobertura que ha recibido Mayhem es desproporcionada.
Maniac permaneció en la banda hasta 2004 cuando fue obligado a abandonarla. En el único comunicado de prensa acerca de la división, citó la falta de tiempo como un factor vital.
Está casado con Vivian Slaughter bajista y vocalista de la banda nipona Gallhammer.

## Discografía

### ConMayhem

#### Álbumes de estudio y EP
- 1987: Deathcrush
- 1997: Wolf's Lair Abyss
- 2000: Grand Declaration of War
- 2004: Chimera

#### Álbumes en vivo
- 1999: Mediolanum Capta Est
- 2001: Live In Marseille

### ConSkitliv
- 2009: Skandinavisk Misantropi

### Con Bomberos
- 2003: Bringing Down the Neighborhood Average